# Petit (Schriftmaß)
Non Plus Ultra (2 Punkt)
Microscopique (2,5 Punkt)
Brilliant (3 Punkt)
Diamant (4 Punkt)
Perl (5 Punkt)
Nonpareille (6 Punkt)
Insertio (6,5 Punkt)
Kolonel (7 Punkt)
Petit (8 Punkt)
Borgis (9 Punkt)
Korpus (10 Punkt)
Rheinländer (11 Punkt)
Cicero (12 Punkt)
Mittel (14 Punkt)
Tertia (16 Punkt)
Paragon (18 Punkt)
Text (20 Punkt)
Kanon (36 Punkt)
Konkordanz (48 Punkt)
Sabon (60 Punkt)
Die Petit ist ein Schriftgrad im Bleisatz mit einer Kegelhöhe von acht Didot-Punkten, das entspricht 3,008 mm. Die Entsprechung in acht DTP-Punkten misst 2,822 mm.
Der Name Petit bedeutet „klein“. Sie war bis in das 18. Jahrhundert hinein in den meisten Druckereien die kleinste vorhandene Schriftgröße. In alten Texten trug sie den Namen Jungfer oder Jungfrawschrift.
Neben der Korpus oder Garmond (10 Punkt) war dies die meistgesetzte Schriftgröße.
Schriftmaße haben in vielen europäischen Ländern andere Namen oder gleiche Namen bezeichnen unterschiedliche Kegelhöhen. Schriften dieser Größe heißen in Frankreich Gaillarde, in Holland Galjard, in England Brevier, in Spanien Gallarda und in Italien Testino.